# نادي كابيفاريانو
نادي كابيفاريانو لكرة القدم (بالبرتغالية: Capivariano Futebol Clube‏) ، هو نادي كرة قدم برازيلي، أسس سنة 1918.
فاز ببطولة دوري باوليستا الدرجة الثانية في عام 2014، والدرجة الثالثة في عامي 1984 و 2023.

## وصلات خارجية
- الموقع الرسمي

لم يتم العثور على روابط لمواقع التواصل الاجتماعي.